# Kfar Tabor
Kfar Tavor (hebräisch כְּפַר תַּבוֹר Kfar Tavōr, deutsch ‚Dorf Tabors‘; arabisch كفر تافور, DMG Kfar Tāfūr, eingedeutscht Kfar Tabor) ist ein Dorf in der Region Galiläa im Nordbezirk Israels.

## Geschichte
Das Dorf am Fuße des Berges Tabor wurde im Oktober 1901 von Juden der ersten Siedlungswelle („Alija“) unter dem Namen des arabischen Bergdorfes Mas’cha gegründet. Die Siedler kamen aus Sichron Jaʿaqov, Metulla, Rosch Pinna und Shefaya.
1903 benannten sie ihre Siedlung um. Menachem Ussishkin, ein zionistischer Führer, war bei einer Durchreise erstaunt gewesen, dass die jüdische Siedlung keinen hebräischen Namen trug. Nach seinem Vorschlag wurde die Siedlung nach dem nahen Berg Tabor benannt. Der Ort hat 4262 Einwohner (Stand 2018).
Seit 1988 unterhält Kfar Tavor eine Gemeindepartnerschaft mit der deutschen Gemeinde Eppelborn.